# Pont André-Bord
Le pont André-Bord (précédemment et communément nommé pont Citadelle, ou pont de la Citadelle) est un pont ferroviaire et piéton français à Strasbourg, dans le Bas-Rhin. Achevé au printemps 2017, ce pont en arc permet à la ligne D du tramway de Strasbourg de franchir le bassin Vauban. Il a été nommé en l'honneur d'André Bord, homme politique décédé en 2013.

## Histoire
En octobre 2013, le prolongement de la ligne D du tramway de Strasbourg jusqu'à la commune de Kehl en Allemagne est acté, et la construction est lancée au milieu de l'année suivante. L'extension devant passer par le Port du Rhin et l'île aux Épis, la construction de deux nouveaux ponts sur le Rhin fut nécessaire. Un premier, le plus long des deux, reliera l'île aux Épis et la ville de Kehl, et sera nommé pont Beatus-Rhenanus. Le second doit relier cette même île au quartier du Neudorf Est, et à la station Aristide Briand, alors terminus de la ligne. Ce pont doit alors franchir le Bassin Vauban, ses voies de halage, ainsi qu'une voie ferrée de fret longeant le bassin, le tout dans une courbe assez prononcée, c'est la société Egis qui sera chargée de sa conception.
Les premiers essais du tramway sur le pont débutent le 10 janvier 2017, et la mise en service de la ligne, entraînant l'ouverture au public du pont, a lieu le 28 avril de la même année. Au mois d'août, le pont Citadelle est renommé en pont André Bord.

## Caractéristiques
L'arche soutenant le tablier mesure 40 mètres de haut, le pont a une portée de 163 mètres, et comporte 2 300 tonnes d'acier.

## Galerie

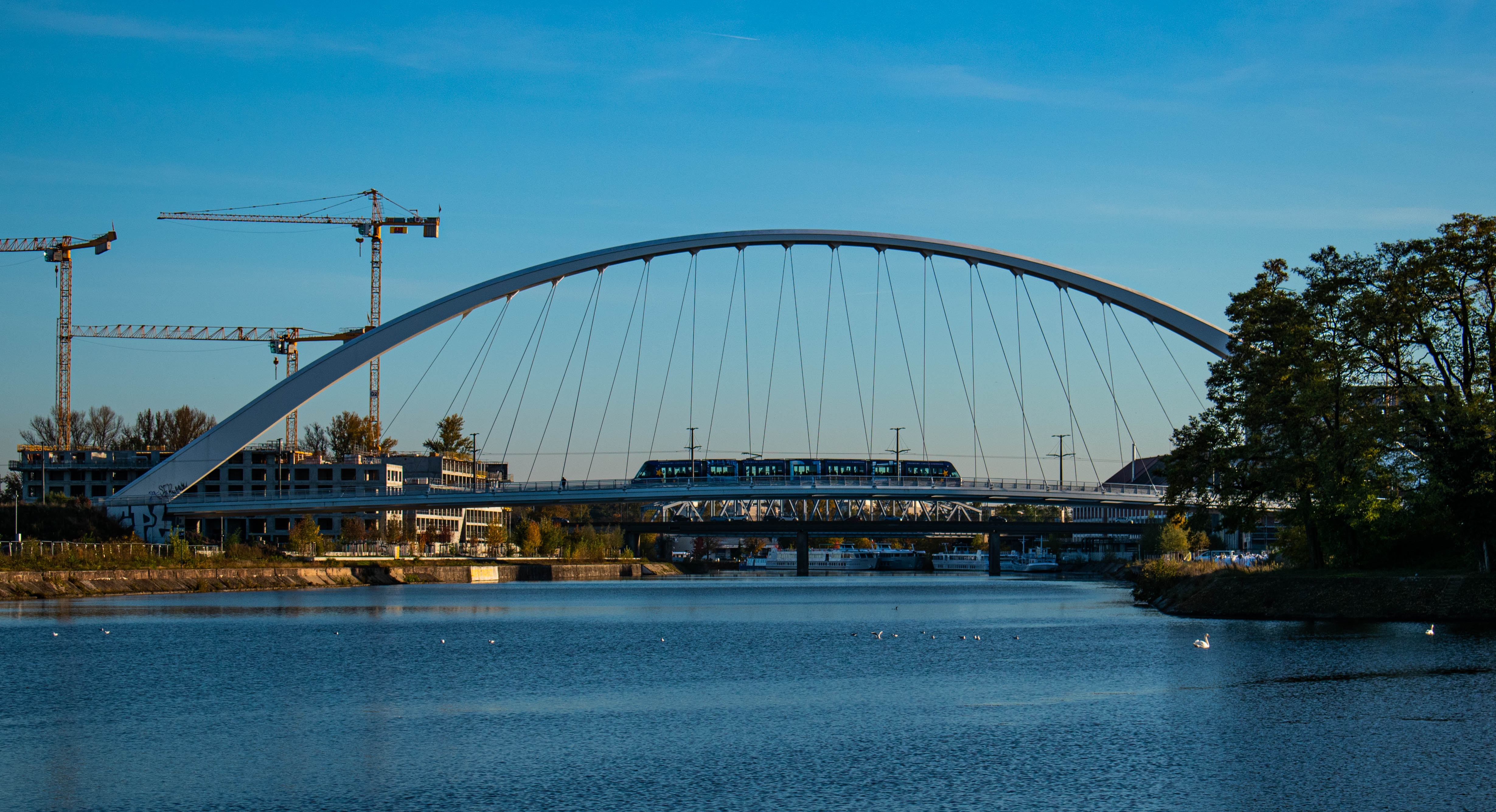
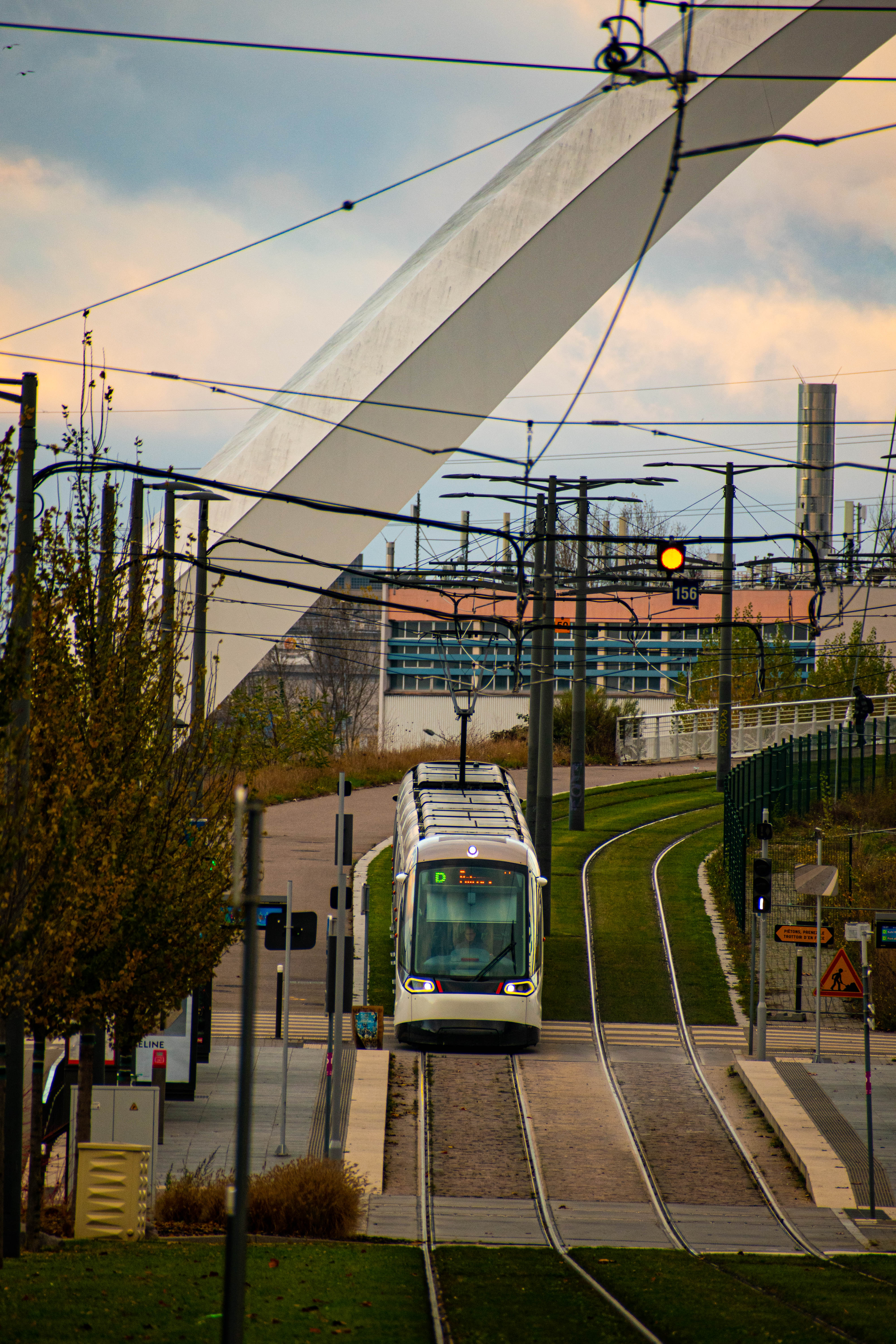
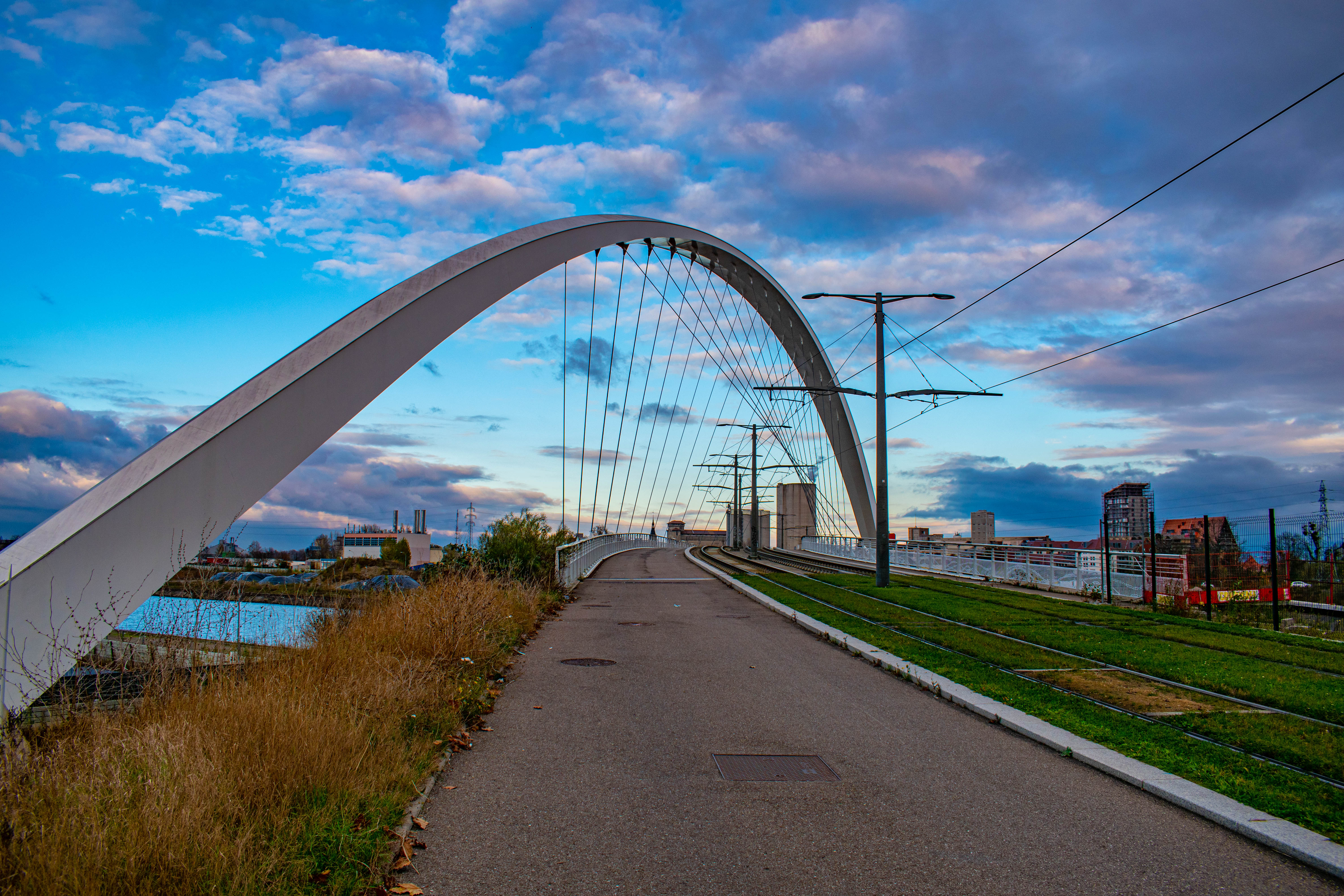
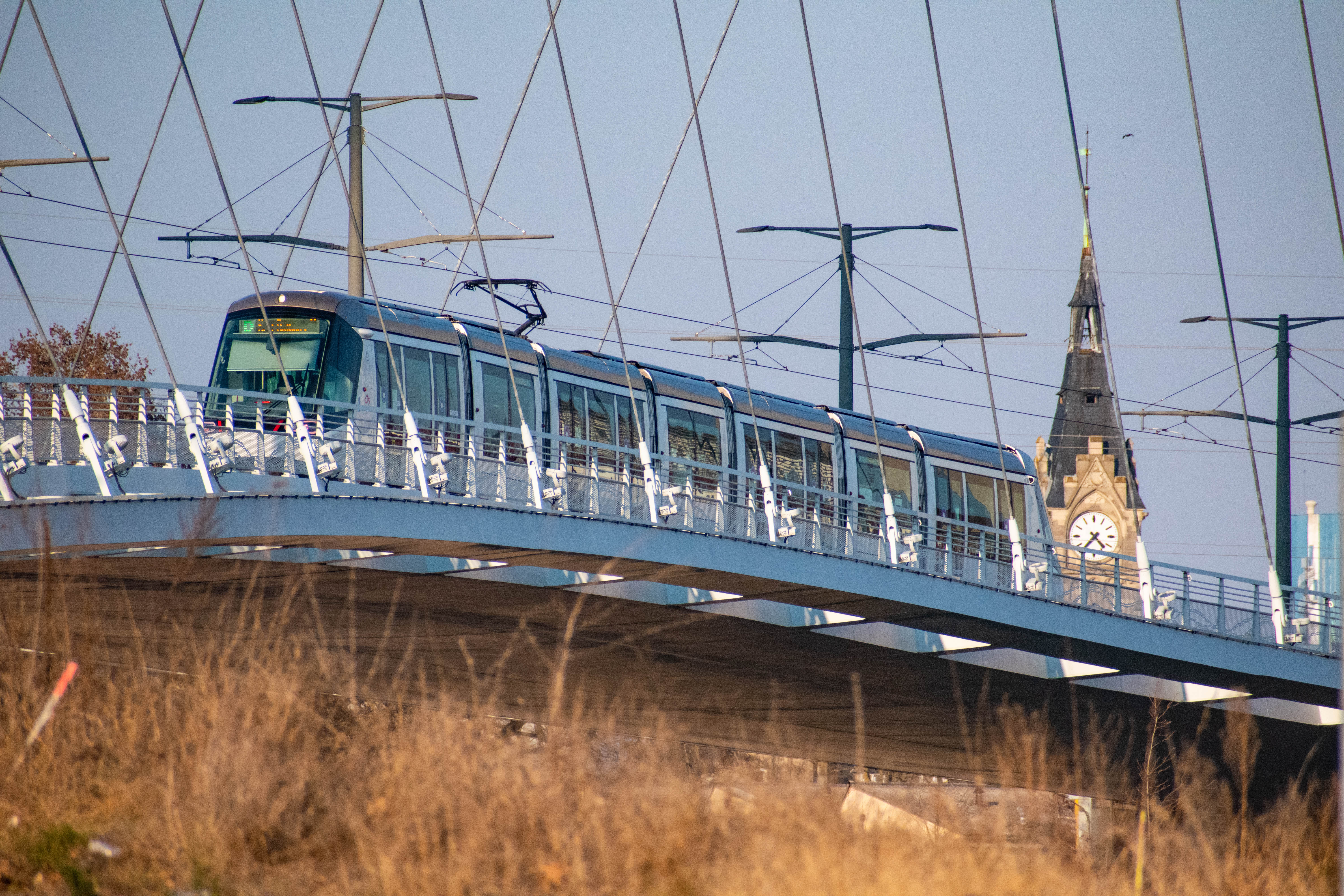